# U-21-Fußball-Europameisterschaft 2017/Gruppe A
| Pl. | Land     | Sp. | S | U | N | Tore    | Diff. | Punkte |
| --- | -------- | --- | - | - | - | ------- | ----- | ------ |
| 1.  | England  | 3   | 2 | 1 | 0 | 005:100 | +4    | 07     |
| 2.  | Slowakei | 3   | 2 | 0 | 1 | 006:300 | +3    | 06     |
| 3.  | Schweden | 3   | 0 | 2 | 1 | 002:500 | −3    | 02     |
| 4.  | Polen    | 3   | 0 | 1 | 2 | 003:700 | −4    | 01     |

Gruppe A der U-21-Fußball-Europameisterschaft 2017

## Schweden – England 0:0
| Schweden                                               | Schweden | England | England |
| ------------------------------------------------------ | --- | --- | ------- |
| Schweden                                               | \| 16. Juni 2017 um 18:00 Uhr in Kielce (Kolporter Arena) \| \| Zuschauer: 11.672 \| \| Schiedsrichter: Tobias Stieler ( Deutschland) \| \| Spielbericht \| | \| 16. Juni 2017 um 18:00 Uhr in Kielce (Kolporter Arena) \| \| Zuschauer: 11.672 \| \| Schiedsrichter: Tobias Stieler ( Deutschland) \| \| Spielbericht \|                                                                     | England |
| Schweden                                               | Anton Cajtoft – Adam Lundqvist, Filip Dagerstål, Jacob Une Larsson, Linus Wahlqvist – Alexander Fransson (73. Kerim Mrabti), Melker Hallberg, Simon Tibbling (85. Muamer Tanković) – Kristoffer Olsson – Gustav Engvall (59. Carlos Strandberg), Paweł Cibicki Cheftrainer: Håkan Ericson | Jordan Pickford – Ben Chilwell, Calum Chambers, Alfie Mawson, Mason Holgate – Jacob Murphy (70. Demarai Gray), Nathaniel Chalobah, Lewis Baker, James Ward-Prowse – Tammy Abraham, Nathan Redmond Cheftrainer: Adrian Boothroyd | England |
| Schweden                                               | Wahlqvist verschießt einen Elfmeter (81.) | | England |
| Schweden                                               | Spieler des Spiels: Nathaniel Chalobah (England) | | England |
| 16. Juni 2017 um 18:00 Uhr in Kielce (Kolporter Arena) | | |         |
| Zuschauer: 11.672                                      | | |         |
| Schiedsrichter: Tobias Stieler ( Deutschland)          | | |         |
| Spielbericht                                           | | |         |

## Polen – Slowakei 1:2 (1:1)
| Polen                                               | Polen | Slowakei | Slowakei |
| --------------------------------------------------- | --- | --- | -------- |
| Polen                                               | \| 16. Juni 2017 um 20:45 Uhr in Lublin (Arena Lublin) \| \| Zuschauer: 14.911 \| \| Schiedsrichter: Serdar Gözübüyük ( Niederlande) \| \| Spielbericht \| | \| 16. Juni 2017 um 20:45 Uhr in Lublin (Arena Lublin) \| \| Zuschauer: 14.911 \| \| Schiedsrichter: Serdar Gözübüyük ( Niederlande) \| \| Spielbericht \| | Slowakei |
| Polen                                               | Jakub Wrąbel – Paweł Jaroszyński, Jarosław Jach, Jan Bednarek, Tomasz Kędziora – Karol Linetty, Paweł Dawidowicz – Bartosz Kapustka (59. Łukasz Moneta), Patryk Lipski (82. Jarosław Niezgoda), Przemysław Frankowski – Mariusz Stępiński (85. Krzysztof Piątek) Cheftrainer: Marcin Dorna | Adrián Chovan – Róbert Mazáň, Milan Škriniar, Branislav Niňaj, Martin Valjent – Stanislav Lobotka – Jaroslav Mihalík (82. Lukáš Haraslín), Martin Chrien, Matúš Bero (90.+2′ László Bénes), Albert Rusnák – Adam Zreľák (73. Pavol Šafranko) Cheftrainer: Pavel Hapal ( Tschechien) | Slowakei |
| Polen                                               | 1:0 Patryk Lipski (1.) | 1:1 Martin Valjent (20.) 1:2 Pavol Šafranko (78.) | Slowakei |
| Polen                                               | Škriniar (71.), Šafranko (81.) | | Slowakei |
| Polen                                               | Spieler des Spiels: Stanislav Lobotka (Slowakei) | | Slowakei |
| 16. Juni 2017 um 20:45 Uhr in Lublin (Arena Lublin) | | |          |
| Zuschauer: 14.911                                   | | |          |
| Schiedsrichter: Serdar Gözübüyük ( Niederlande)     | | |          |
| Spielbericht                                        | | |          |

## Slowakei – England 1:2 (1:0)
| Slowakei                                               | Slowakei | England | England |
| ------------------------------------------------------ | --- | --- | ------- |
| Slowakei                                               | \| 19. Juni 2017 um 18:00 Uhr in Kielce (Kolporter Arena) \| \| Zuschauer: 12.087 \| \| Schiedsrichter: Gediminas Mažeika ( Litauen) \| \| Spielbericht \| | \| 19. Juni 2017 um 18:00 Uhr in Kielce (Kolporter Arena) \| \| Zuschauer: 12.087 \| \| Schiedsrichter: Gediminas Mažeika ( Litauen) \| \| Spielbericht \| | England |
| Slowakei                                               | Adrián Chovan – Róbert Mazáň, Milan Škriniar, Branislav Niňaj, Martin Valjent – Stanislav Lobotka – Jaroslav Mihalík (73. Lukáš Haraslín), Martin Chrien (66. László Bénes), Matúš Bero, Albert Rusnák – Adam Zreľák (66. Pavol Šafranko) Cheftrainer: Pavel Hapal ( Tschechien) | Jordan Pickford – Ben Chilwell, Alfie Mawson, Calum Chambers, Mason Holgate (46. Jacob Murphy) – Nathaniel Chalobah, James Ward-Prowse – Nathan Redmond, Lewis Baker, John Swift (79. Demarai Gray) – Tammy Abraham (88. Cauley Woodrow) Cheftrainer: Adrian Boothroyd | England |
| Slowakei                                               | 1:0 Martin Chrien (23.) | 1:1 Alfie Mawson (50.) 1:2 Nathan Redmond (61.) | England |
| Slowakei                                               | Bero (13.), Mazáň (65.) | Ward-Prowse (27.), Murphy (86.), Baker (90.+4′) | England |
| Slowakei                                               | Spieler des Spiels: Nathan Redmond (England) | | England |
| 19. Juni 2017 um 18:00 Uhr in Kielce (Kolporter Arena) | | |         |
| Zuschauer: 12.087                                      | | |         |
| Schiedsrichter: Gediminas Mažeika ( Litauen)           | | |         |
| Spielbericht                                           | | |         |

## Polen – Schweden 2:2 (1:2)
| Polen                                               | Polen | Schweden | Schweden |
| --------------------------------------------------- | --- | --- | -------- |
| Polen                                               | \| 19. Juni 2017 um 20:45 Uhr in Lublin (Arena Lublin) \| \| Zuschauer: 14.651 \| \| Schiedsrichter: Slavko Vinčić ( Slowenien) \| \| Spielbericht \| | \| 19. Juni 2017 um 20:45 Uhr in Lublin (Arena Lublin) \| \| Zuschauer: 14.651 \| \| Schiedsrichter: Slavko Vinčić ( Slowenien) \| \| Spielbericht \| | Schweden |
| Polen                                               | Jakub Wrąbel – Paweł Jaroszyński, Jarosław Jach, Jan Bednarek, Tomasz Kędziora – Paweł Dawidowicz (88. Krzysztof Piątek), Karol Linetty – Łukasz Moneta (74. Patryk Lipski), Dawid Kownacki, Przemysław Frankowski – Mariusz Stępiński (58. Jarosław Niezgoda) Cheftrainer: Marcin Dorna | Anton Cajtoft – Adam Lundqvist, Filip Dagerstål, Jacob Une Larsson, Linus Wahlqvist – Alexander Fransson (87. Kerim Mrabti), Melker Hallberg, Simon Tibbling (61. Muamer Tanković) – Kristoffer Olsson – Carlos Strandberg (63. Gustav Engvall), Paweł Cibicki Cheftrainer: Håkan Ericson | Schweden |
| Polen                                               | 1:0 Łukasz Moneta (6.) 2:2 Dawid Kownacki (90.+1′, Foulelfmeter) | 1:1 Carlos Strandberg (36.) 1:2 Jacob Une Larsson (41.) | Schweden |
| Polen                                               | Kownacki (46.), Niezgoda (65.), Bednarek (71.), Linetty (86.) | Olsson (19.), Strandberg (24.), Cibicki (29.), Hallberg (89.), Dagerstål (90.), Wahlqvist (90.+5′) | Schweden |
| Polen                                               | Spieler des Spiels: Kristoffer Olsson (Schweden) | | Schweden |
| 19. Juni 2017 um 20:45 Uhr in Lublin (Arena Lublin) | | |          |
| Zuschauer: 14.651                                   | | |          |
| Schiedsrichter: Slavko Vinčić ( Slowenien)          | | |          |
| Spielbericht                                        | | |          |

## England – Polen 3:0 (1:0)
| England                                                | England | Polen | Polen |
| ------------------------------------------------------ | --- | --- | ----- |
| England                                                | \| 22. Juni 2017 um 20:45 Uhr in Kielce (Kolporter Arena) \| \| Zuschauer: 13.176 \| \| Schiedsrichter: Harald Lechner ( Österreich) \| \| Spielbericht \| | \| 22. Juni 2017 um 20:45 Uhr in Kielce (Kolporter Arena) \| \| Zuschauer: 13.176 \| \| Schiedsrichter: Harald Lechner ( Österreich) \| \| Spielbericht \| | Polen |
| England                                                | Jordan Pickford – Ben Chilwell, Alfie Mawson, Calum Chambers, Mason Holgate – Nathan Redmond (46. Jacob Murphy), Lewis Baker, John Swift, Nathaniel Chalobah (39. Will Hughes), James Ward-Prowse (72. Tammy Abraham) – Demarai Gray Cheftrainer: Adrian Boothroyd | Jakub Wrąbel – Paweł Jaroszyński, Jarosław Jach, Jan Bednarek, Tomasz Kędziora – Łukasz Moneta (46. Patryk Lipski), Radosław Murawski, Dawid Kownacki (73. Mariusz Stępiński), Karol Linetty, Przemysław Frankowski – Krzysztof Piątek (64. Jarosław Niezgoda) Cheftrainer: Marcin Dorna | Polen |
| England                                                | 1:0 Demarai Gray (6.) 2:0 Jacob Murphy (69.) 3:0 Lewis Baker (82., Foulelfmeter) | | Polen |
| England                                                | Mawson (65.) | Bednarek (79.) | Polen |
| England                                                | Bednarek (82.) | | Polen |
| England                                                | Spieler des Spiels: Demarai Gray (England) | | Polen |
| 22. Juni 2017 um 20:45 Uhr in Kielce (Kolporter Arena) | | |       |
| Zuschauer: 13.176                                      | | |       |
| Schiedsrichter: Harald Lechner ( Österreich)           | | |       |
| Spielbericht                                           | | |       |

## Slowakei – Schweden 3:0 (2:0)
| Slowakei                                            | Slowakei | Schweden | Schweden |
| --------------------------------------------------- | --- | --- | -------- |
| Slowakei                                            | \| 22. Juni 2017 um 20:45 Uhr in Lublin (Arena Lublin) \| \| Zuschauer: 11.203 \| \| Schiedsrichter: Jesús Gil Manzano ( Spanien) \| \| Spielbericht \| | \| 22. Juni 2017 um 20:45 Uhr in Lublin (Arena Lublin) \| \| Zuschauer: 11.203 \| \| Schiedsrichter: Jesús Gil Manzano ( Spanien) \| \| Spielbericht \| | Schweden |
| Slowakei                                            | Adrián Chovan – Róbert Mazáň, Milan Škriniar, Branislav Niňaj, Ľubomír Šatka – Stanislav Lobotka – Jaroslav Mihalík (90. Lukáš Haraslín), Martin Chrien, Matúš Bero (85. László Bénes), Albert Rusnák – Adam Zreľák (69. Pavol Šafranko) Cheftrainer: Pavel Hapal ( Tschechien) | Anton Cajtoft – Egzon Binaku, Franz Brorsson, Jacob Une Larsson, Linus Wahlqvist – Alexander Fransson, Kristoffer Olsson (72. Joel Asoro), Melker Hallberg (46. Muamer Tanković), Kerim Mrabti – Paweł Cibicki (46. Niclas Eliasson), Carlos Strandberg Cheftrainer: Håkan Ericson | Schweden |
| Slowakei                                            | 1:0 Martin Chrien (5.) 2:0 Jaroslav Mihalík (22.) 3:0 Ľubomír Šatka (73.) | | Schweden |
| Slowakei                                            | Mrabti (56.), Wahlqvist (86.) | | Schweden |
| Slowakei                                            | Spieler des Spiels: Stanislav Lobotka (Slowakei) | | Schweden |
| 22. Juni 2017 um 20:45 Uhr in Lublin (Arena Lublin) | | |          |
| Zuschauer: 11.203                                   | | |          |
| Schiedsrichter: Jesús Gil Manzano ( Spanien)        | | |          |
| Spielbericht                                        | | |          |